# Beeskow

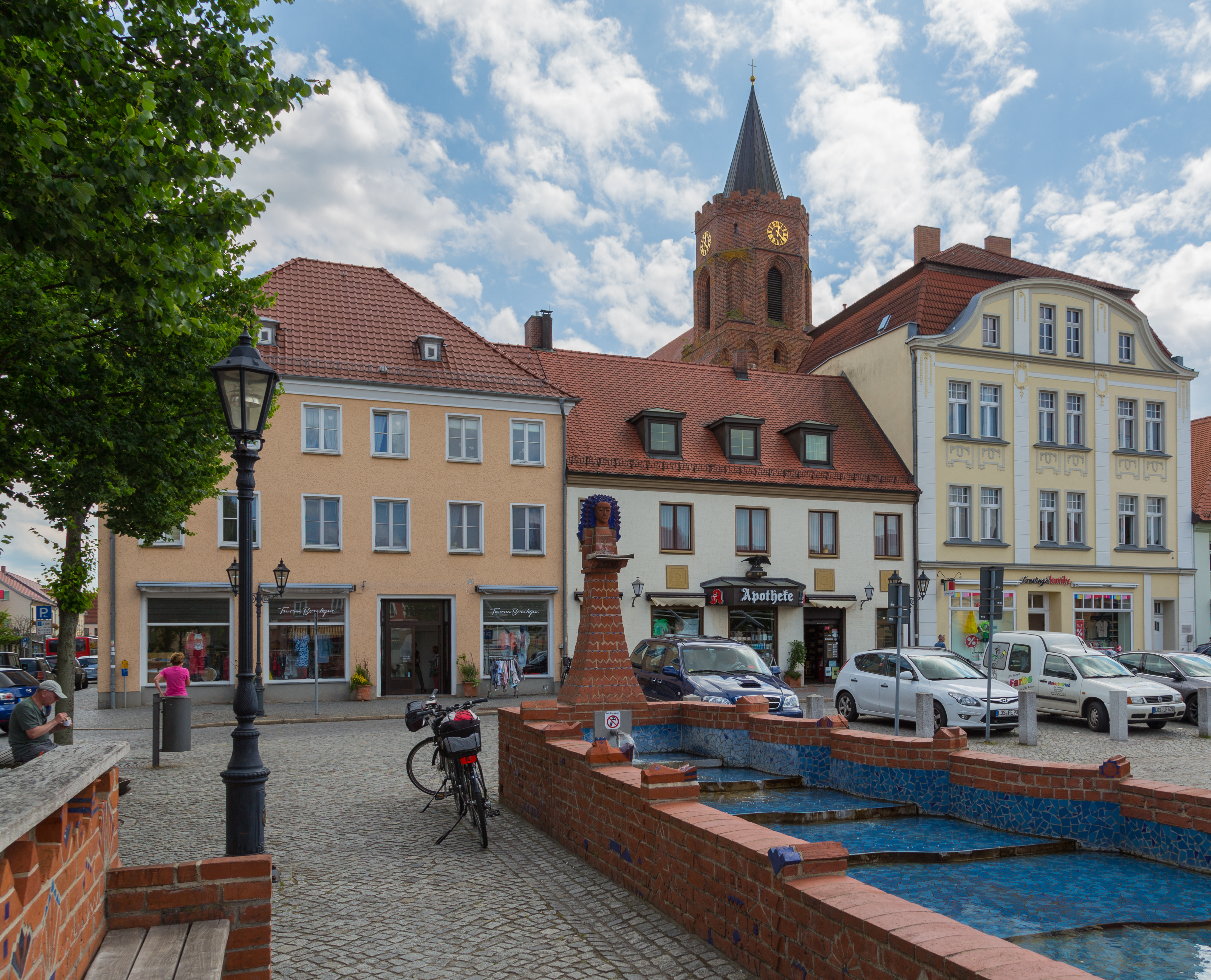
Marktplatz mit Stadtkirche St. Marien

Beeskow [ˈbeːsko] ⓘ, (niedersorbisch Bezkow) ist die Kreisstadt des Landkreises Oder-Spree in Brandenburg.

## Geografie
Beeskow liegt am Ostrand der Beeskower Platte an der Spree, etwa 30 Kilometer südwestlich von Frankfurt (Oder), 45 Kilometer nordwestlich von Cottbus und 70 Kilometer südöstlich des Stadtzentrums von Berlin. Die Stadt grenzt im Nordosten an Ragow-Merz, im Osten an Mixdorf, im Südosten an Grunow-Dammendorf, im Süden an Friedland, im Südwesten Tauche und im Nordwesten an Rietz-Neuendorf.
Beeskow wird das „Tor zur Niederlausitz“ genannt.

## Stadtgliederung
Beeskow besteht aus der Kernstadt Beeskow und sieben Ortsteilen:
- Bornow
- Kohlsdorf
- Krügersdorf
- Neuendorf mit den Wohnplätzen Charlottenhof, Hufenfeld, Weinberge und Wilhelmshöhe
- Oegeln
- Radinkendorf mit dem Wohnplatz Radinkendorf Ausbau
- Schneeberg

Zur Kernstadt gehören die Wohnplätze Bahrensdorf, Bornower Berg, Hannemannei, Kietz und Vorheide.

## Geschichte

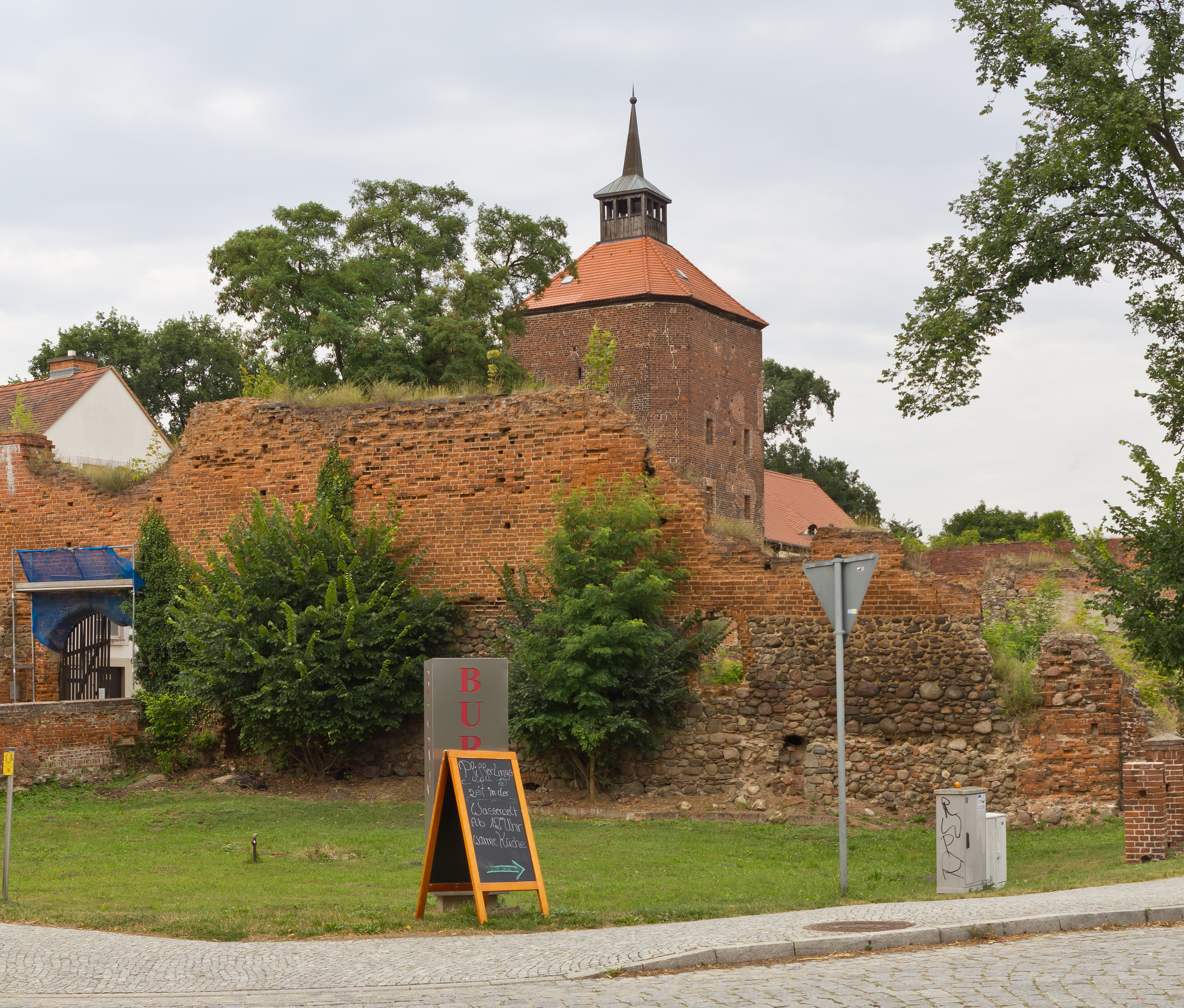
Burg Beeskow

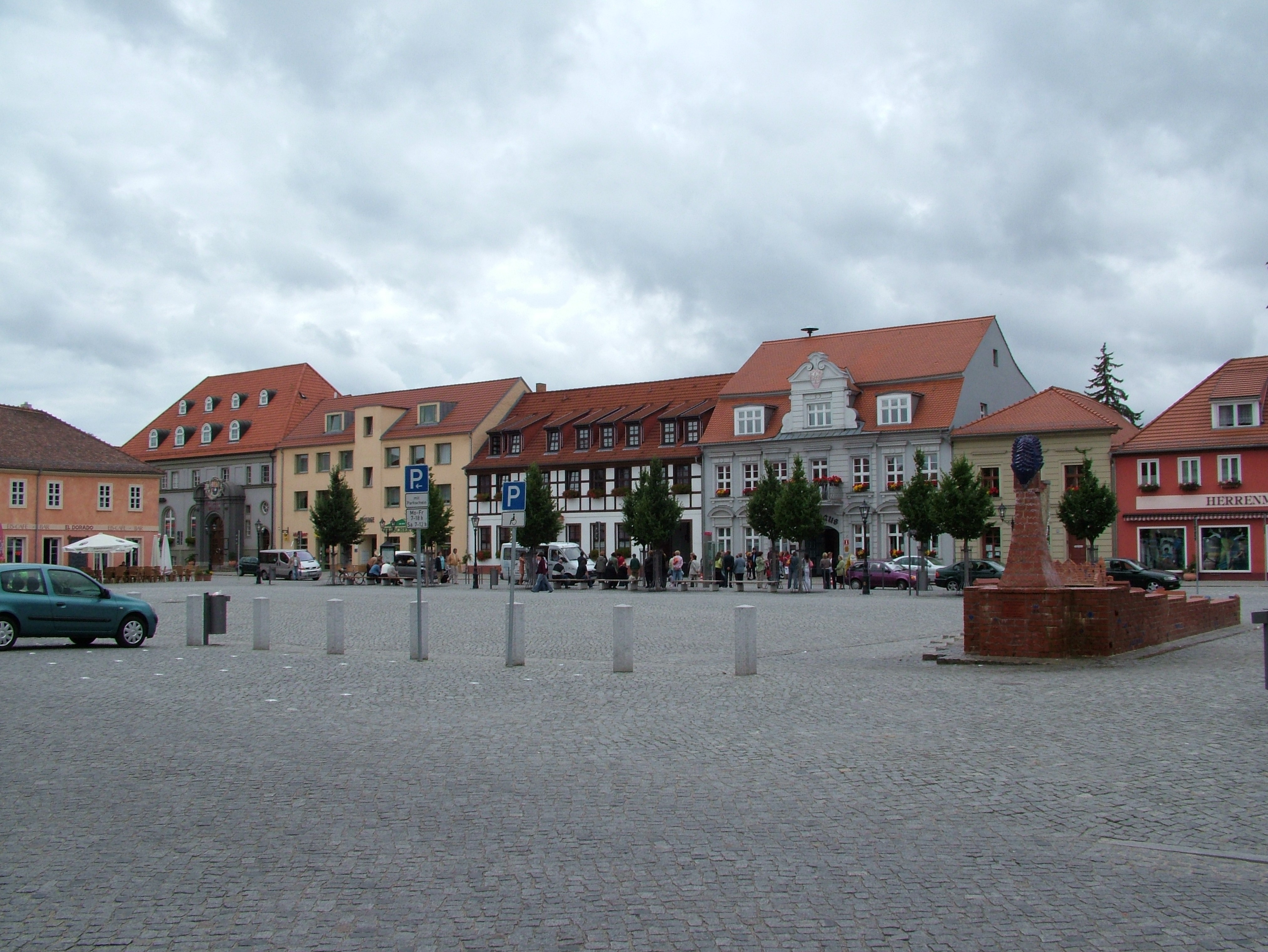
Marktplatz, Westseite

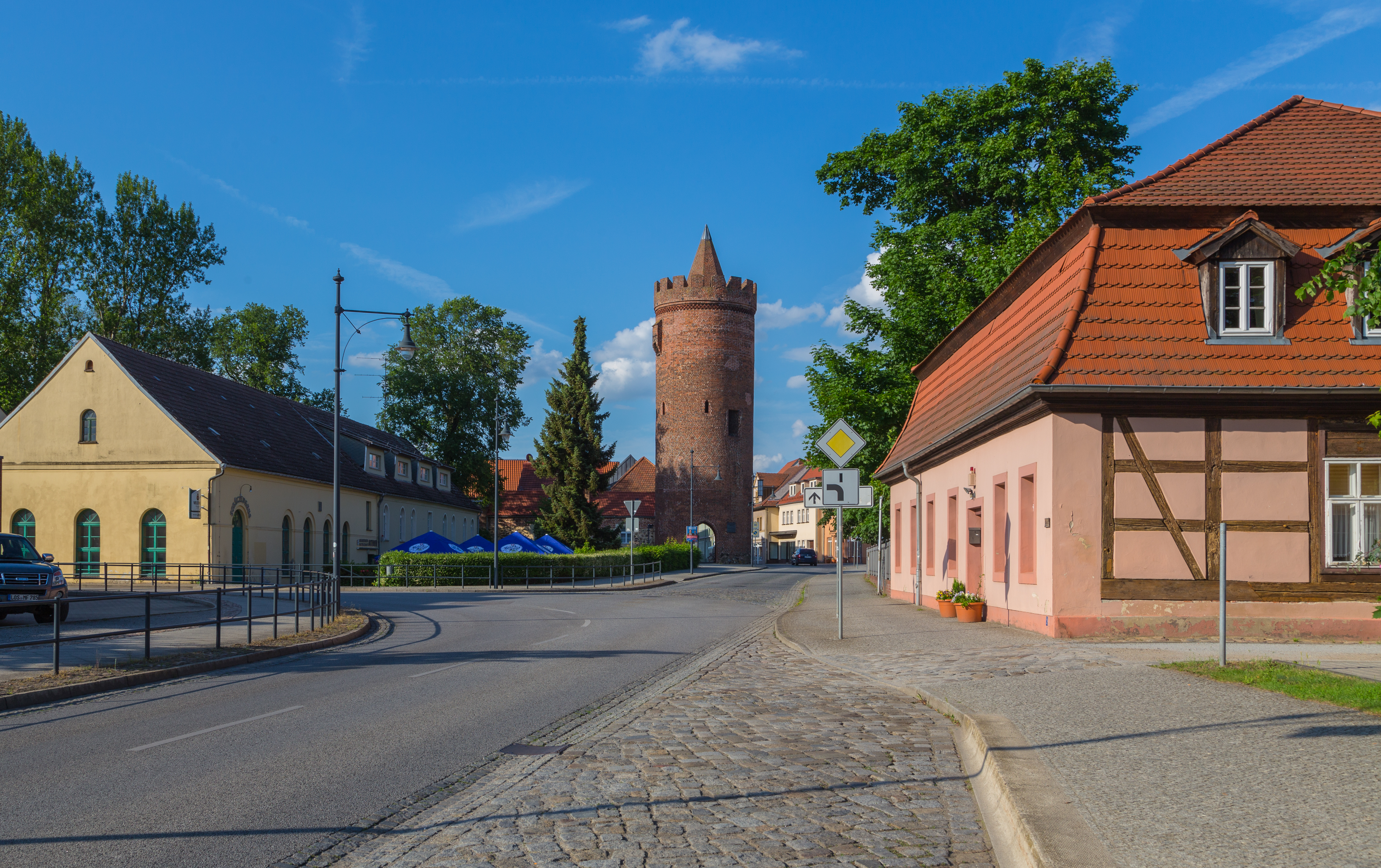
Luckauer Torturm mit Schützenhaus und Heilig-Geist-Hospital

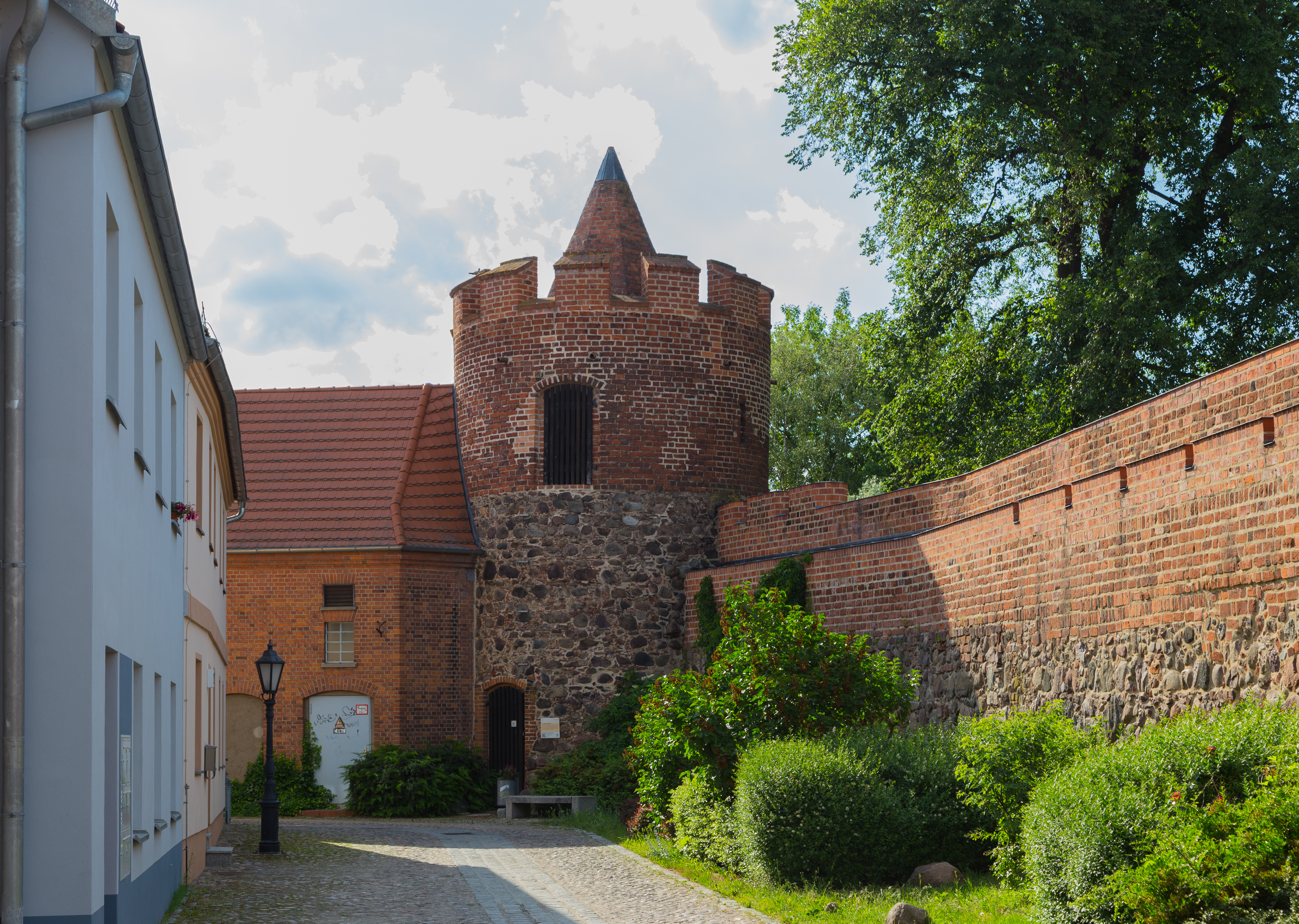
Stadtmauer mit Storchenturm

### Stadtgründung und Ersterwähnung
Beeskow entstand an der Stelle, wo der Fernweg von Frankfurt (Oder) nach Leipzig die Spree kreuzt. Der aus dem Sorbischen stammende Ortsname wird entweder von bez oder baz für Holunder abgeleitet, oder aber von einem Personennamen Bezek oder Bezik (von b(j)ez = „ohne“).
Stadtgründer und erste Stadtherren waren im 13. Jahrhundert die Ritter von Strele. Erstmals urkundlich erwähnt wurde Beeskow im Jahr 1272, zwischen 1283 und 1285 wurden dem Ort die Stadtrechte nach Magdeburger Recht verliehen. Im Schutz der 1316 erstmals erwähnten Burg wurde die Stadt planmäßig angelegt. Burg und Stadtmauer sind weitgehend erhalten. Seit 1375 war in Beeskow „vor dem Fürstenwalder Tor“ ein Leprosorium nachweisbar, das St. Nikolaus geweiht war. Die dazugehörige Kapelle wurde 1486 umgebaut. Vermutlich um 1380 wurde mit dem Bau der heutigen Stadtkirche St. Marien begonnen.

### Sitz der Herrschaft Beeskow
Im 15. und 16. Jahrhundert gewann Beeskow an Bedeutung als Zollstation sowie als Zentrum der Herrschaft Beeskow, die im Mittelalter zur Niederlausitz gehörte. Auch kirchlich war die Stadt nach Süden orientiert. Sie gehörte zum Bistum Meißen; die Stadtpfarrei stand unter dem Patronat des Klosters Neuzelle. Im späten Mittelalter wechselten Stadt und Herrschaft mehrfach den Besitzer. Gegen Ende des 14. Jahrhunderts befand sich die Herrschaft Beeskow im Besitz von Herzog Swantibor von Pommern. Danach gehörte sie unter anderem Angehörigen der Familie von Bieberstein (zuletzt 1512–1551). In den Jahren 1512 und 1513 wurden große Teile der Stadt durch zwei Brände zerstört. Seit 1518 war Beeskow im Besitz der Lebuser Bischöfe.
Nachdem die Herren von Bieberstein im Dezember 1551 ausgestorben waren, belehnte der böhmische König Ferdinand I. fünf Jahre später die Markgrafen von Brandenburg mit den Herrschaften Beeskow und Storkow. Offiziell blieb Beeskow zwar böhmisches Lehen und Bestandteil der Niederlausitz, es gelang den Hohenzollern in den folgenden Jahrzehnten aber, ihre neu gewonnene Herrschaft mehr und mehr von der Niederlausitz zu lösen. Um 1600 war Beeskow schließlich zur Gänze ein Teil Brandenburgs geworden, wenngleich die Niederlausitzer Landstände dieses Faktum noch lange nicht anerkennen wollten. Nominell blieb die böhmische Oberlehensherrschaft bis 1742 bestehen, als Friedrich II. die Herrschaften aus der Lehnsherrschaft Maria Theresias loslöste.

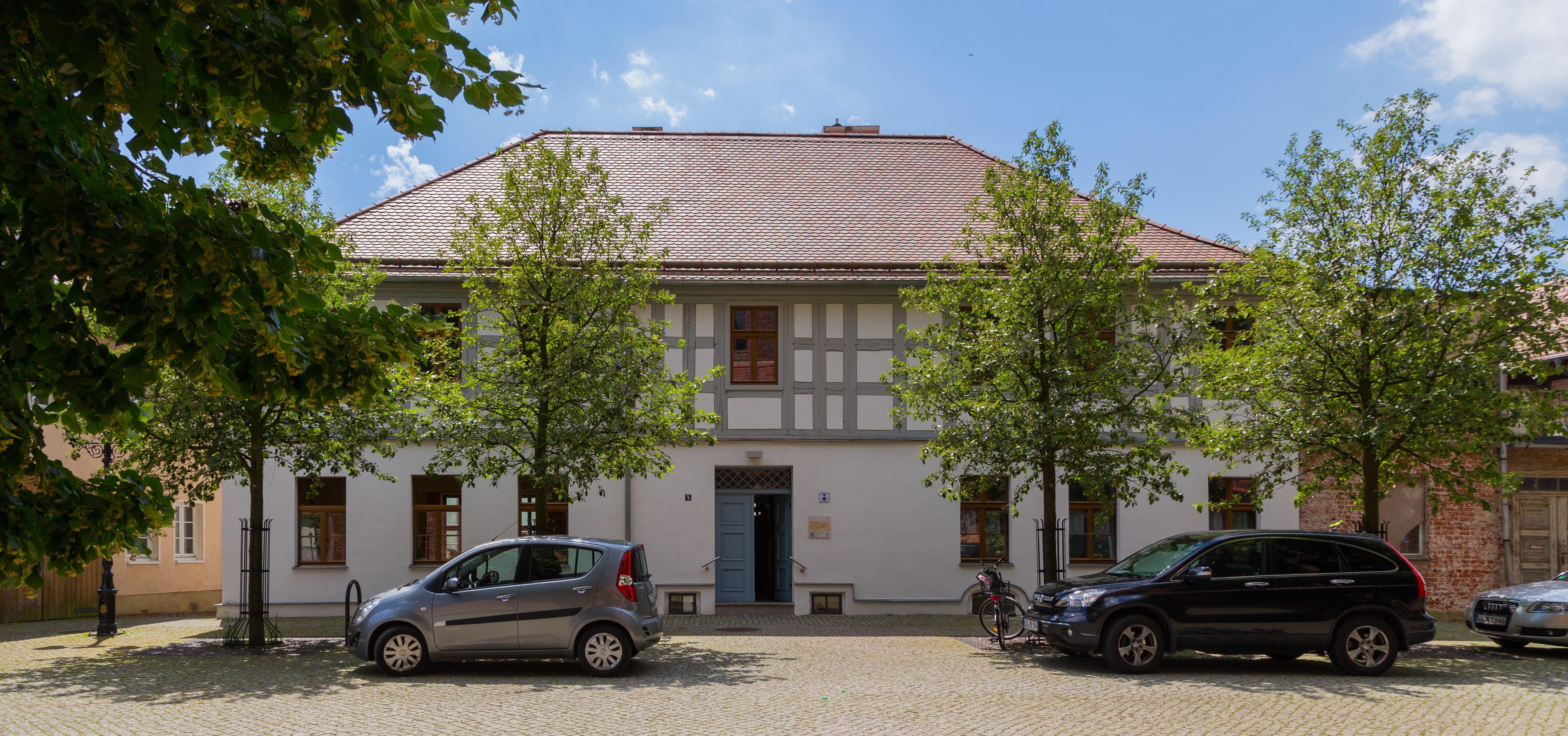
Alte Stadtschule

Bei zwei Stadtbränden im 16. bzw. 17. Jahrhundert wurde Beeskow fast komplett vernichtet, nach dem Wiederaufbau wurde es Garnisonsstadt. Ab 1714 gab es eine Stadtschule. Vor allem durch Tuche, Leinen und Bier erlebte Beeskow im 19. Jahrhundert eine wirtschaftliche Blütezeit. Nach der Auflösung der Standesgerichtsbarkeit im Jahr 1849 wurde das königliche Kreisgericht Beeskow für Beeskow zuständig. Im Jahr 1879 übernahm das Amtsgericht Beeskow dessen Aufgaben. Am 10. Februar 1882 wurde die Freiwillige Feuerwehr in Beeskow gegründet. Mit Eröffnung der Bahnstrecke Königs Wusterhausen–Grunow erhielt Beeskow am 15. Mai 1888 einen Bahnhof mit Anschluss an das deutsche Eisenbahnnetz. Es folgten die Strecken nach Königs Wusterhausen (1898), Lübben über die Niederlausitzer Eisenbahn (1901, stillgelegt 1996) und Bad Saarow über die Kreisbahn Fürstenwalde–Beeskow (1911 bis 1998). Im Januar 1899 erfolgte die Grundsteinlegung für den Bau der neuen Garnison, in der heute das städtische Gymnasium untergebracht ist.

### Seit dem 20. Jahrhundert

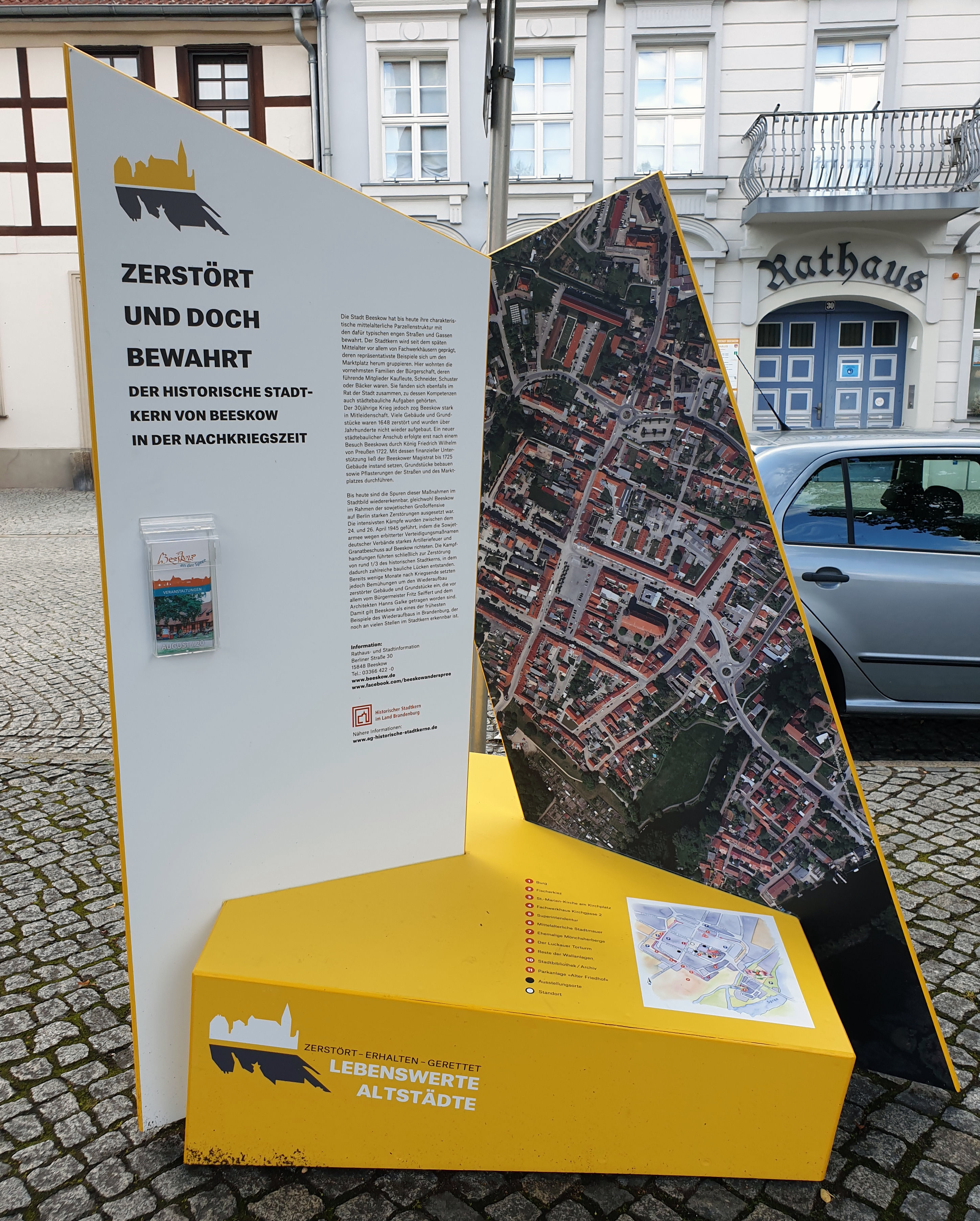
Gedenktafel zum Wiederaufbau der Altstadt nach dem Zweiten Weltkrieg

Am 14. September 1901 wurde das neue Kreishaus des Landkreises Beeskow-Storkow eingeweiht. Am 7. Oktober 1928 konnte nach fünfmonatiger Bauzeit die katholische Kirche geweiht werden. In Beeskow gab es eine kleine jüdische Gemeinde (Kehillah) mit einer Synagoge, die heute als Wohnhaus dient. Ein jüdischer Friedhof aus der ersten Hälfte des 19. Jahrhunderts wurde in der Zeit des Nationalsozialismus nicht zerstört, vorhandene Grabsteine wurden in den 1980er Jahren zu einem Monument zusammengefasst. Im Jahr 2014 wurden zwei Stolpersteine verlegt, die jedoch schon am folgenden Tag entwendet wurden. Zum Ende des Zweiten Weltkrieges zerstörte ein sowjetischer Luftangriff die Altstadt teilweise. Dem schweren Artilleriebeschuss der darauffolgenden Tage fiel u. a. die gotische Backsteinkirche St. Marien zum Opfer. Am 26. April 1945 wurde Beeskow von der Roten Armee besetzt. Nach Kriegsende wurden in der alten Garnison zunächst Heimatvertriebene untergebracht, der Schulunterricht konnte am 1. Oktober 1945 wieder aufgenommen werden. Die zerstörten Bereiche der Stadt wurden in den 1950er und 1960er Jahren zum Teil in Zeilenbauweise wiederaufgebaut.
Der Landkreis Beeskow-Storkow wurde am 1. Juli 1950 aufgelöst, die Stadt Beeskow gehörte danach zum Landkreis Fürstenwalde. Bei der DDR-Kreisreform am 25. Juli 1952 wurde ein neuer Kreis Beeskow gebildet, der dem Bezirk Frankfurt (Oder) zugeordnet wurde. Das Amtsgericht Beeskow wurde 1952 in das Kreisgericht Beeskow umgewandelt. Im August 1966 nahm der VEB „Spanplattenwerk“ als größter Arbeitgeber der Stadt den Betrieb auf. Von 1960 bis 1990 befand sich in Beeskow mit dem Institut der Zivilverteidigung der DDR die Hochschule der Zivilverteidigung.
Nach der Wende wurde die erhaltene historische Bausubstanz der Altstadt, einschließlich der Marienkirche, restauriert. Der Landkreis Beeskow wurde Teil des Landes Brandenburg. Im Zuge der Gebietsreform in Brandenburg am 6. Dezember 1993 wurden die Landkreise Beeskow, Eisenhüttenstadt und Fürstenwalde zum Landkreis Oder-Spree zusammengeschlossen, wobei Beeskow den Kreissitz erhielt. Die Stadt ist Mitglied der Arbeitsgemeinschaft Städte mit historischen Stadtkernen des Landes Brandenburg.

### Eingemeindungen
Am 1. Juli 1908 wurden die vor der Beeskower Stadtmauer gelegenen Dörfer Bahrensdorf und Kietz nach Beeskow eingemeindet. Am 1. Juli 1950 wurde Neuendorf, am 1. Juli 1974 Radinkendorf, in das Stadtgebiet einbezogen. Am 6. Dezember 1993 wurden die ehemaligen Gemeinden Bornow, Kohlsdorf, Krügersdorf, Oegeln und Schneeberg eingemeindet.

## Bevölkerungsentwicklung
| Jahr | Einwohner |
| ---- | --------- |
| 1875 | 5 078     |
| 1890 | 5 144     |
| 1910 | 5 025     |
| 1925 | 5 454     |
| 1933 | 6 098     |
| 1939 | 5 856     |

| Jahr | Einwohner |
| ---- | --------- |
| 1946 | 7 571     |
| 1950 | 7 544     |
| 1964 | 7 426     |
| 1971 | 7 610     |
| 1981 | 8 722     |
| 1985 | 8 862     |

| Jahr | Einwohner |
| ---- | --------- |
| 1990 | 8 892     |
| 1995 | 9 403     |
| 2000 | 8 946     |
| 2005 | 8 432     |
| 2010 | 8 120     |
| 2015 | 8 122     |

| Jahr | Einwohner |
| ---- | --------- |
| 2020 | 8 070     |
| 2021 | 8 082     |
| 2022 | 7 868     |
| 2023 | 7 932     |
| 2024 | 7 998     |

Gebietsstand des jeweiligen Jahres, Einwohnerzahl: Stand 31. Dezember (ab 1991), ab 2011 auf Basis des Zensus 2011, ab 2022 auf Basis des Zensus 2022

## Politik

### Stadtverordnetenversammlung
Die Stadtverordnetenversammlung von Beeskow besteht aus 18 Stadtverordneten und dem hauptamtlichen Bürgermeister. Die Kommunalwahl am 9. Juni 2024 führte bei einer Wahlbeteiligung von 65,2 % zu folgendem Ergebnis:
| Partei / Wählergruppe                   | Stimmenanteil 2019 | Sitze 2019 |  | Stimmenanteil 2024 | Sitze 2024 |
| --------------------------------------- | ------------------ | ---------- |  | ------------------ | ---------- |
| Wir für Beeskow (BSK)                   | –                  | –          |  | 21,8 %             | 4          |
| Die Mitte                               | –                  | –          |  | 19,8 %             | 4          |
| CDU                                     | 18,7 %             | 3          |  | 17,9 %             | 3          |
| BVB/Freie Wähler Beeskow                | –                  | –          |  | 10,4 %             | 2          |
| SPD                                     | 22,3 %             | 4          |  | 08,2 %             | 2          |
| Bürgerforum Beeskow (BfB)               | 20,5 %             | 4          |  | 06,9 %             | 1          |
| Die Linke                               | 17,6 %             | 3          |  | 06,2 %             | 1          |
| Einzelbewerber Jörg Wüstenberg          | –                  | –          |  | 03,9 %             | 1          |
| Bürgervertretung Gemeinde Beeskow (BGB) | –                  | –          |  | 02,6 %             | –          |
| FDP                                     | 05,3 %             | 1          |  | 01,3 %             | –          |
| Bündnis 90/Die Grünen                   | –                  | –          |  | 01,1 %             | –          |
| Beeskow und Ortsteile im Blick          | 08,7 %             | 2          |  | –                  | –          |
| Bauern-Jäger-Angler                     | 06,9 %             | 1          |  | –                  | –          |
| Insgesamt                               | 100 %              | 18         |  | 100 %              | 18         |

### Bürgermeister

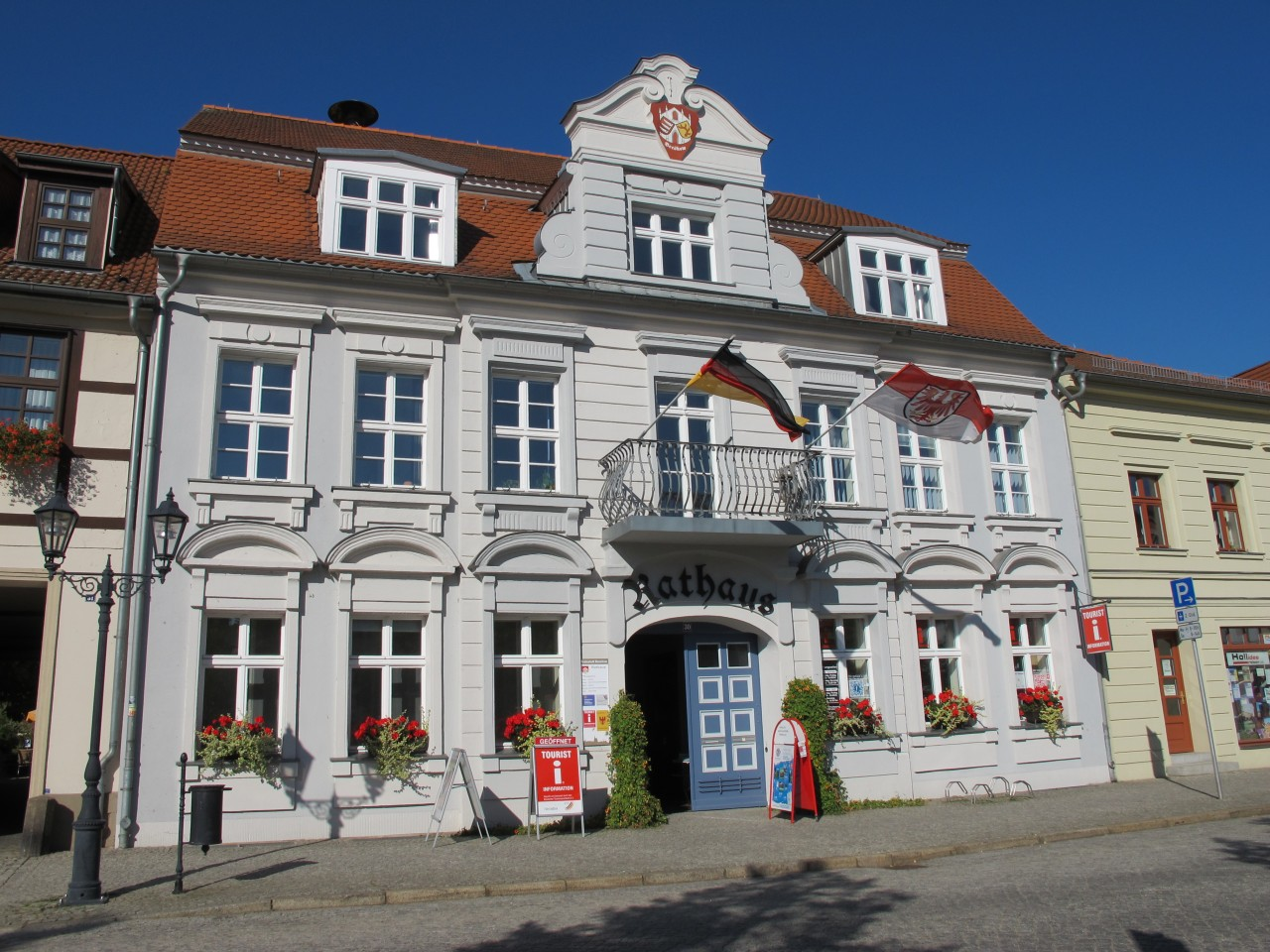
Rathaus

|  | - 1901–1933: Friedrich Wilhelm Berthold - 1934–1945: SA-Brigadeführer Heuer - 1945–1946: Arthur Fehlauer - 1946–1950: Fritz Seiffert - 1950–1952: Erich Noack - 1952–1954: Otto Pirke - 1954–1956: Rudolf Schütz - 1956–1960: Edmund Stahl | - 1960–1961: Irene Schlingelhof - 1961–1964: Hans Göldner - 1964–1965: Rudi Buder - 1965–1974: Otto Pirke - 1974–1990: Peter Prang (SED) - 1990–2010: Fritz Taschenberger (SPD) - 2010–2023: Frank Steffen (SPD) - seit 2023: Robert Czaplinski (CDU) |

Seit dem 27. Oktober 2023 ist Robert Czaplinski Bürgermeister der Stadt Beeskow. Am 8. Oktober 2023 wurde er in der Stichwahl mit 54,1 % der gültigen Stimmen gewählt. Seine Amtszeit beträgt acht Jahre.

### Wappen

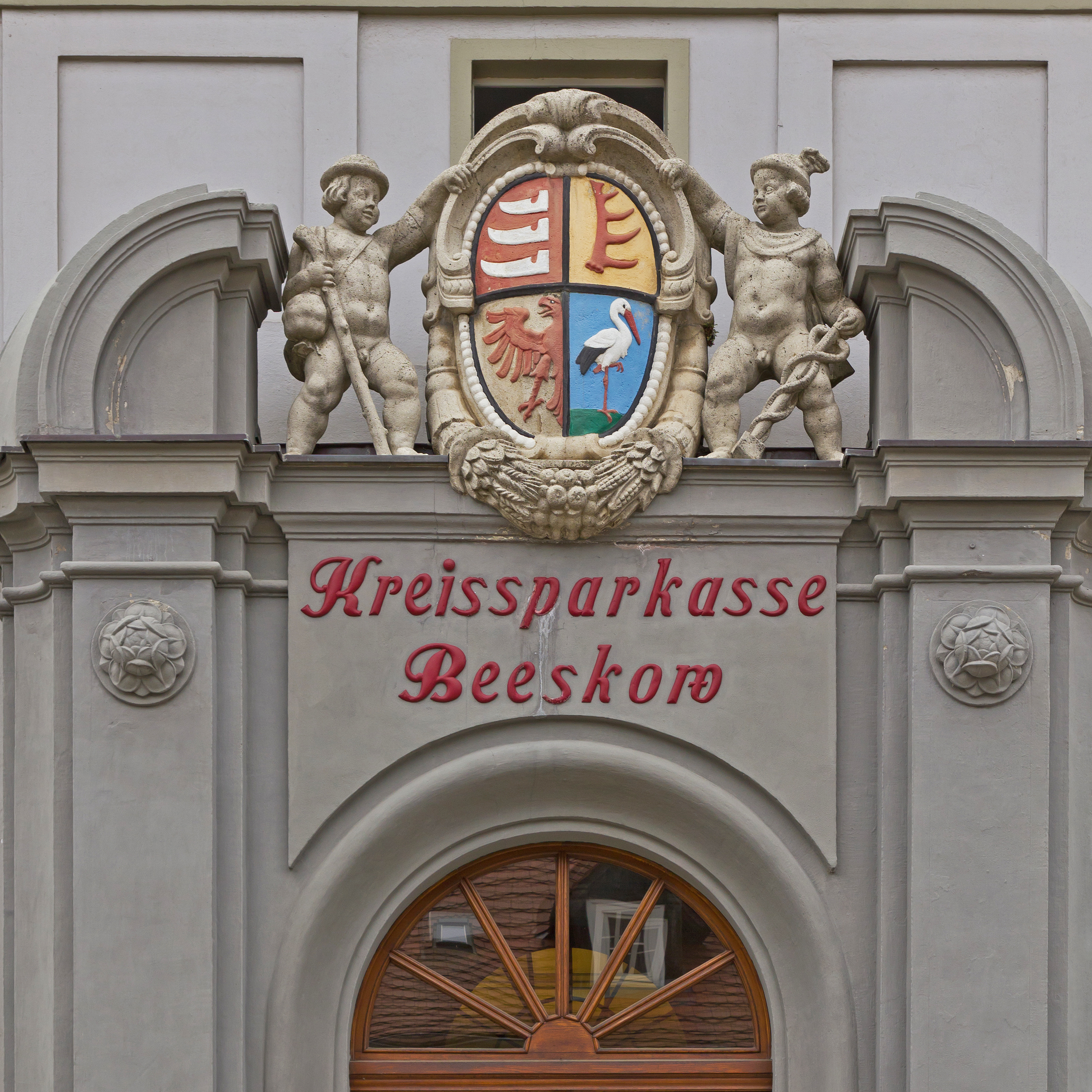
Wappen des Landkreises Beeskow-Storkow (1836–1950) über dem Portal des Gebäudes der Kreissparkasse

Das Wappen wurde am 15. März 1997 genehmigt.
| Wappen von Beeskow | Blasonierung: „In Rot ein spitzbedachtes, mit vier Fialen verziertes und zwei übereinander gestellten Öffnungen versehenen gotisches Portal, belegt mit zwei schräg gegeneinander gestellten Schilden. Vorn in Rot drei übereinanderliegende silberne Sensenklingen (mit der Schneide nach oben gekehrt); hinten in Gold eine rote, nach rechts gebogene, fünfendige Hirschstange.“ |
| Wappen von Beeskow | Wappenbegründung: Der Schild mit drei Sensen ist das Wappen der ersten Stadtherren, der Ritter von Strele. Die rote Hirschstange im goldenen Grund ist das Wappen der Herren von Biberstein. Die vier Türmchen sind im Laufe der Zeit aus vier Stäben hervorgegangen, die das Schildhaupt des ältesten bekannten Beeskower Stadtwappens überragten. Die Stäbe sollten Bischofstäbe darstellen, da die Herrschaft Beeskow im 16. Jahrhundert dem Bistum Lebus gehörte. Die Torfassade ist ein allgemeines Stadtsymbol und hat keine Beziehung zu einem örtlichen historischen Bauwerk. Belegt wird dieses Wappen im Brandenburgischen Landeshauptarchiv an besiegelten Urkunden aus den Jahren 1534 und 1540. |

### Städtepartnerschaften
Beeskow unterhält partnerschaftliche Beziehungen zu:
- Kamen in Deutschland
- Sulęcin (bis 1945: Zielenzig) in Polen

## Sehenswürdigkeiten und Kultur

### Baudenkmale

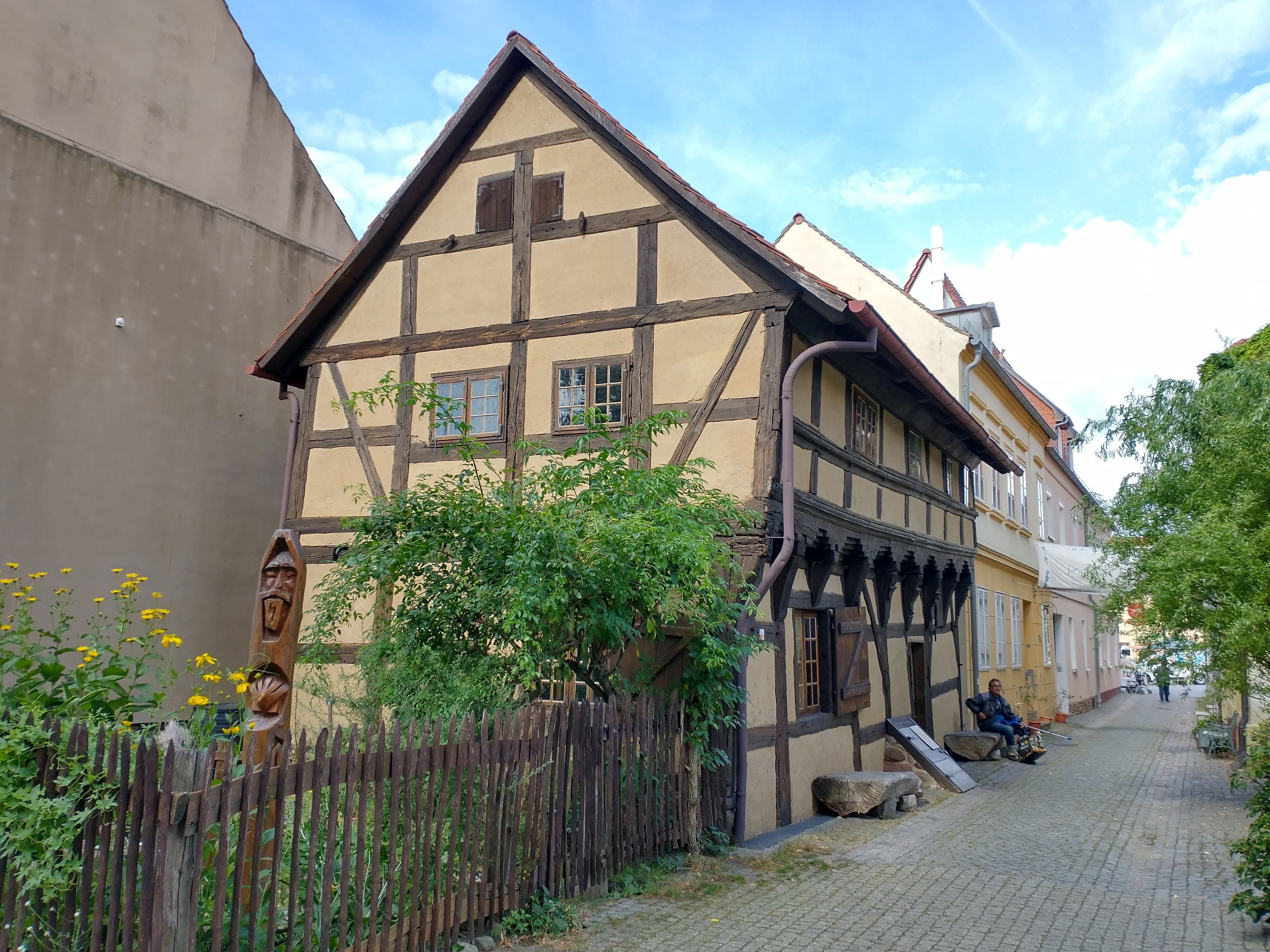
Ältestes Haus Beeskows

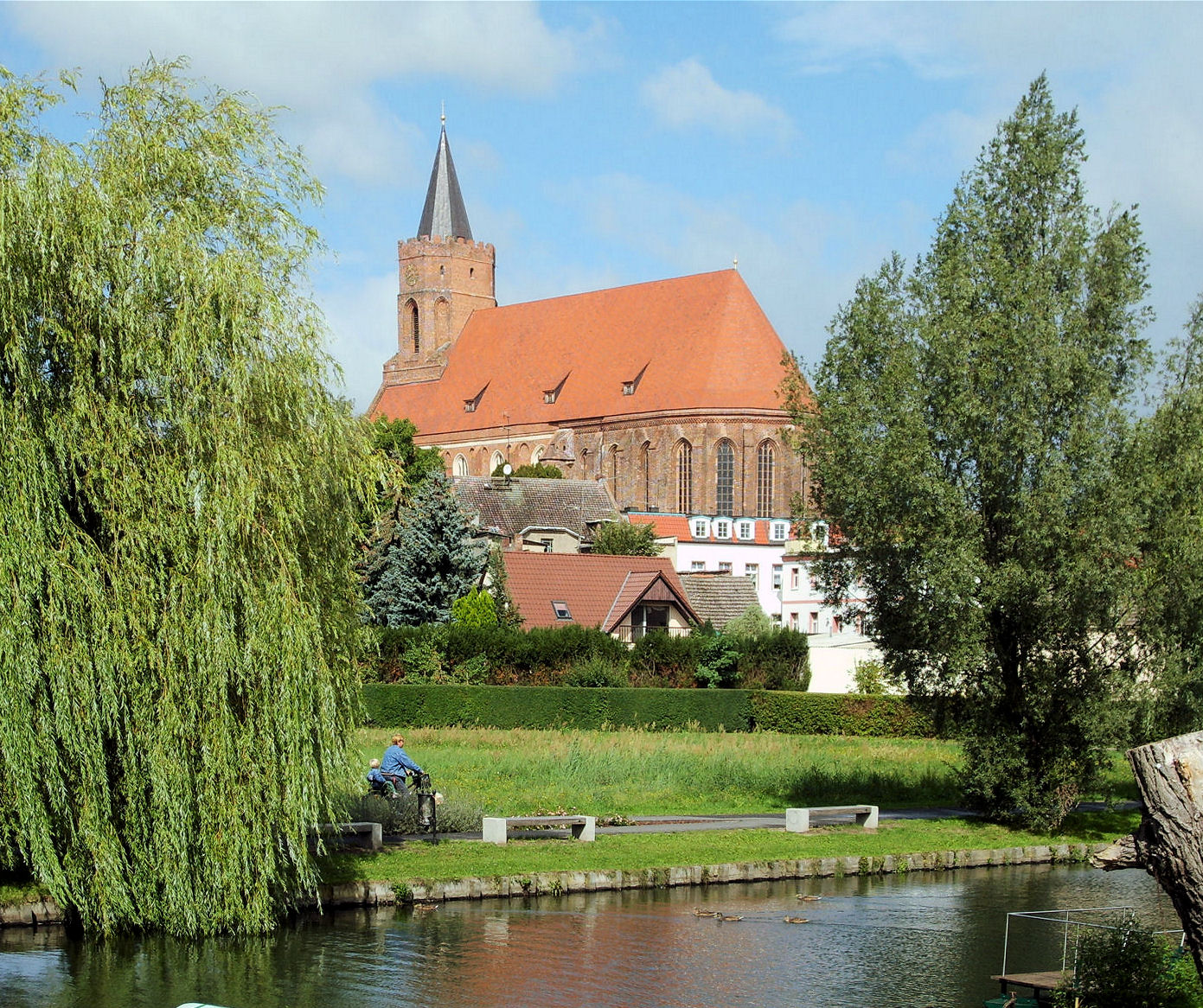
St.-Marien-Kirche

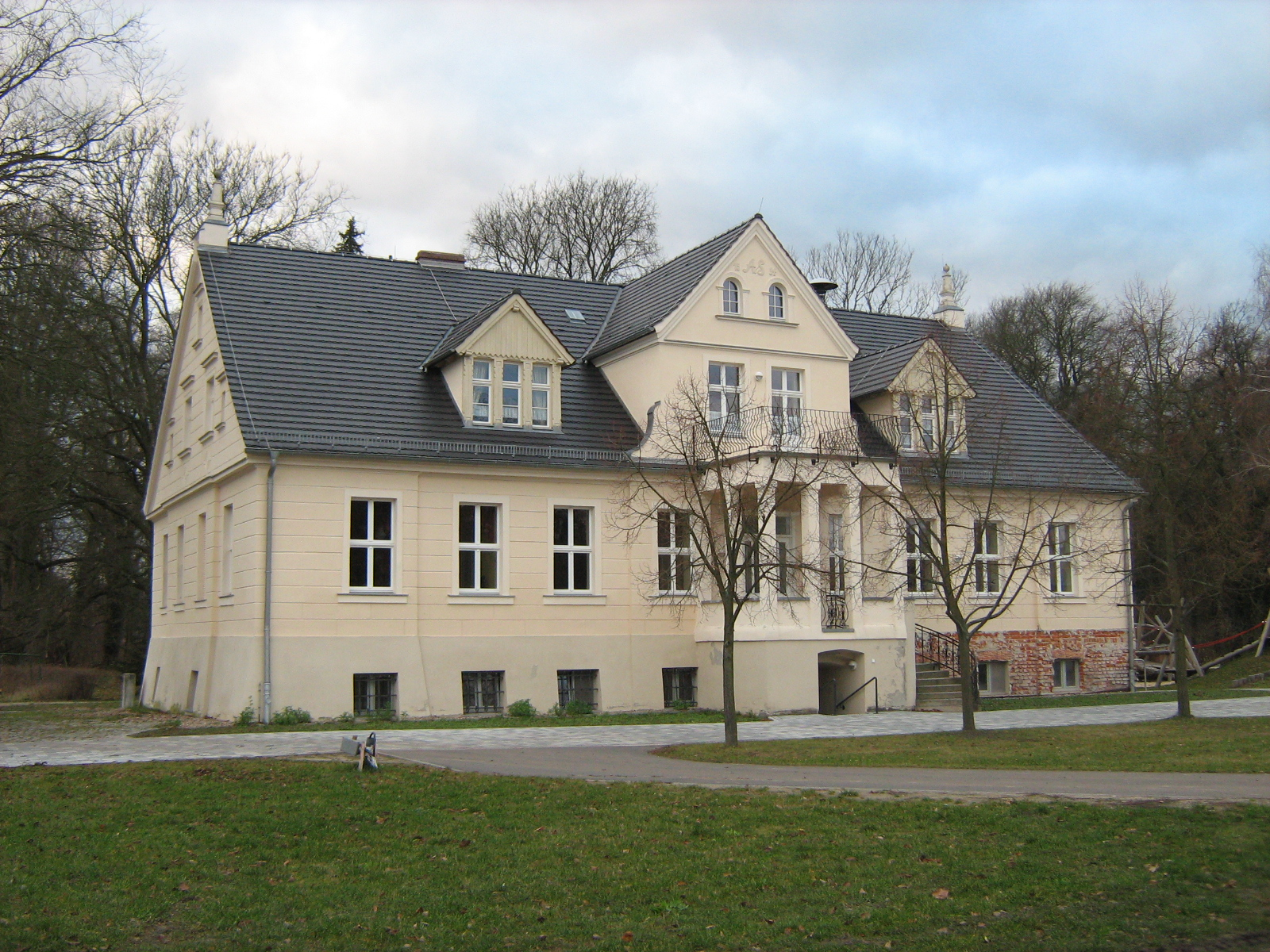
Gutshaus im Ortsteil Krügersdorf

- Mittelalterliche Burg Beeskow, dient heute als Bildungs-, Kultur- und Musikschulzentrum des Landkreises Oder-Spree. Untergebracht in dem Burgkomplex ist unter anderem das Regionalmuseum für die Region Beeskow-Storkow mit Mittelaltermagazin und Folterkeller sowie wechselnde Ausstellungen, insbesondere zur Kunst in der DDR, die hier im Kunstarchiv Beeskow verwahrt werden. Darüber hinaus wurde im Mai 2018 in der Burg das zuvor in Monschau beheimatete Musikmuseum Beeskow neu eröffnet.[21]
- St.-Marien-Kirche, eine der größten Kirchen der Backsteingotik in der Mark Brandenburg, wurde als vierschiffige Hallenkirche mit Umgangschor ab 1370/80 erbaut und mit Vollendung der Turmpyramide 1511 fertiggestellt. 1933 konnte eine umfassende Restaurierung abgeschlossen werden. Durch Artilleriebeschuss der vorrückenden Roten Armee am Ende des Zweiten Weltkriegs wurde am 26. April 1945 die Kirche zerstört. Der Turm stürzte ein, das brennende Dach brach in das Kirchenschiff ein. Der Brand wurde noch verstärkt durch aus der Preußischen Staatsbibliothek in die Kirche ausgelagerte Bücher. 1949 stürzten die sieben gewaltigen Chorpfeiler des Kirchenschiffs zusammen. Nach den schweren Zerstörungen folgte eine Notsicherung der Reste, die Weihe des Südschiffs als Notkirche und 1965 der Einbau einer Schuke-Orgel. 1976 begannen umfassende Sicherungsarbeiten an Mauerkronen und Dächern. Erst ab 1991 konnte der planvolle Wiederaufbau der Kirche erfolgen, auch mit Förderung durch die Deutsche Stiftung Denkmalschutz. Die Westfassade wurde instand gesetzt und die sieben eingestürzten Chorpfeiler wurden wieder aufgebaut. 1994 konnte das Arkadenband auf den Pfeilern geschlossen werden. Richtfest für den neuen Dachstuhl war am 23. April 1999. Ein Jahr später war das Dach fertig gedeckt. Seit dem Aufsetzen der Turmhaube am 13. April 2002 unter reger Anteilnahme der Einwohner ist das ursprüngliche äußere Aussehen von St. Marien wiederhergestellt. Alle Bereiche im Inneren sind je nach Jahreszeit nutzbar.[22]
- Ältestes Haus von Beeskow, erbaut um 1482, zwischen Marienkirche und Marktplatz
- Stadtmauer, zu weiten Teilen erhalten, mit gut erhaltenen Türmen, darunter dem Luckauer Torturm, genannt „Dicker Turm“, einem Wahrzeichen der Stadt
- Ehemalige Mönchsherberge unmittelbar an der Stadtmauer, war einst Unterkunft für wandernde Mönche, Theodor Fontane rastete hier
- Fischerkiez
- Jüdischer Friedhof an der Kohlsdorfer Chaussee
- Gräber von litauischen und polnischen Zwangsarbeitern auf dem Friedhof an der Storkower Straße
- Mahnmal für die Opfer des Faschismus (seit 1969) in der Breitscheidstraße
- Ehemalige Feuerwehrfachschule „Schloss Bahrensdorf“ bestehend aus dem ehemaligen Herrenhaus (Erholungsheim), Steiger- und Feuerwachturm mit Sirene, Gasübungshaus und Krankenstation, Wagenhalle/Schulungsgebäude, Verwaltungs- und Wohnhaus sowie Granitpflasterung vor der Wagenhalle. Sie wurde im Juli 1927 als erste deutsche Feuerwehrschule eröffnet.[23]

Siehe auch: Liste der Baudenkmale in Beeskow und Liste der Bodendenkmale in Beeskow mit den in der Denkmalliste des Landes Brandenburg eingetragenen Denkmälern.

### Museum
Im August 2016 eröffnete in Beeskow ein Musikmuseum, in dem mechanische bzw. selbstspielende Musikinstrumente ausgestellt sind. Nachdem ein Teil seiner Exponate in einer ehemaligen Kaufhalle ausgestellt war, wurde es im Mai 2018 in die Burg Beeskow integriert.

### Kulturveranstaltungen
- Neujahrslauf
- Konzertreihe St. Marien (ganzjährig)
- Walpurgisnacht und Hollefest
- Frühlingsmarkt und Herbstmarkt
- Fest der Kulturen
- Altstadtlauf
- Lange Nacht
- Kiezer Wassersportfest
- Anglerfest (August)
- Oper Oder/Spree (August)
- Bauernmarkt mit Erntekronenwettbewerb (September)
- mittelalterlicher Wollmarkt (zweites Oktoberwochenende)
- Weihnachtsmarkt (November/Dezember)

### Film
In der Nacht zum 16. Juni 2004 überfielen zwei Jugendliche aus Beeskow einen Obdachlosen, versuchten ihn auszurauben und zündeten ihn an. Der Obdachlose erlitt dabei lebensgefährliche Brandverletzungen. Die Umstände dieser Tat wurden in dem 2008 uraufgeführten Spielfilm Weltstadt unter der Regie von Christian Klandt, der in Beeskow aufgewachsen ist, mit Florian Bartholomäi in der Hauptrolle verarbeitet. Der Film wurde zum großen Teil in Beeskow gedreht, auch wirkten zahlreiche Laiendarsteller aus der Stadt mit.

## Wirtschaft und Infrastruktur

### Verkehr

#### Öffentliche Verkehrsangebote

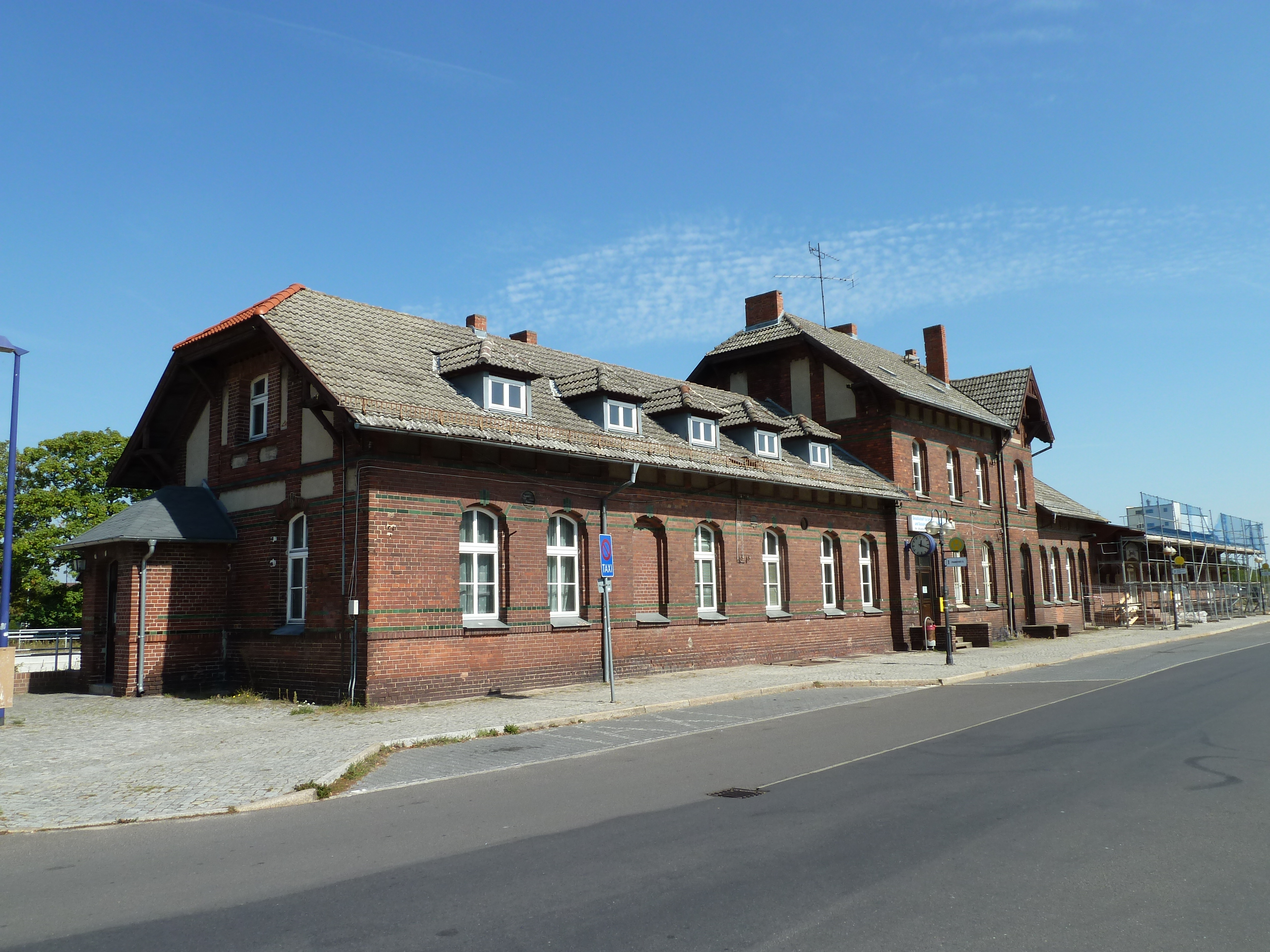
Bahnhof Beeskow

Beeskow liegt an der Bahnstrecke Königs Wusterhausen–Grunow, auf der stündlich die Regionalbahnlinie RB 36, betrieben von der Niederbarnimer Eisenbahn (NBE), von Königs Wusterhausen nach Frankfurt (Oder) verkehrt. Sie hält im Stadtgebiet am Bahnhof Beeskow und an den Haltepunkten Oegeln und Schneeberg (Mark).
Der öffentliche Personennahverkehr wird unter anderem durch den PlusBus des Verkehrsverbunds Berlin-Brandenburg erbracht. Folgende Verbindungen führen, betrieben von der Busverkehr Oder-Spree, ab Beeskow:
- Linie 400: Beeskow ↔ Grunow ↔ Schlaubetal ↔ Fünfeichen ↔ Eisenhüttenstadt
- Linie 440: Beeskow ↔ Pfaffendorf ↔ Alt Golm ↔ Langewahl ↔ Fürstenwalde

Dazu die Linien 401, 402, 403, 405, 409, 430, 459 und 462 in die umliegenden Orte.

#### Straßenanbindungen
Durch die Stadt führen die Bundesstraßen B 87 zwischen Frankfurt (Oder) und Lübben, die B 168 zwischen Fürstenwalde und Cottbus sowie die B 246 zwischen Storkow und Eisenhüttenstadt. Weiterhin beginnen im Ort die Landesstraße L 422 nach Wendisch-Rietz über Görsdorf und Ahrensdorf sowie die Kreisstraße K 6715 über Kummerow und Leißnitz nach Sarkow. Die nächstgelegenen Autobahnanschlussstellen sind Fürstenwalde-Ost und Briese an der A 12 Berlin–Frankfurt (Oder), beide etwa 22 km entfernt.

### Medien
- Die Beeskower Zeitung
- Der OderlandSpiegel
- Märkische Oderzeitung
- Stadtbibliothek und Stadtarchiv
- Kino Schukurama

### Bildung
- Kita Benjamin Blümchen
- Kita Biene Maja
- Kita Kiefernzwerge

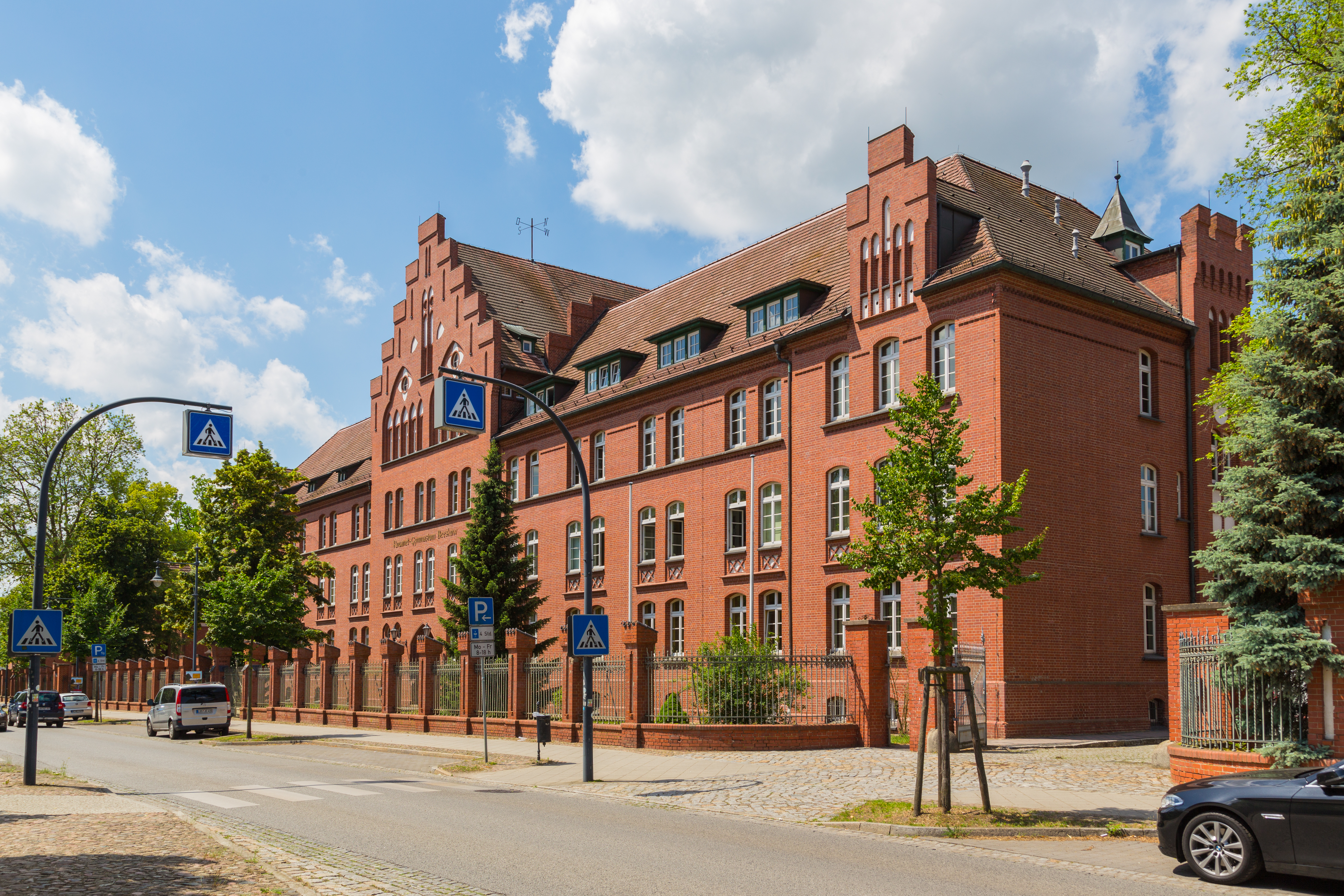
Rouanet-Gymnasium

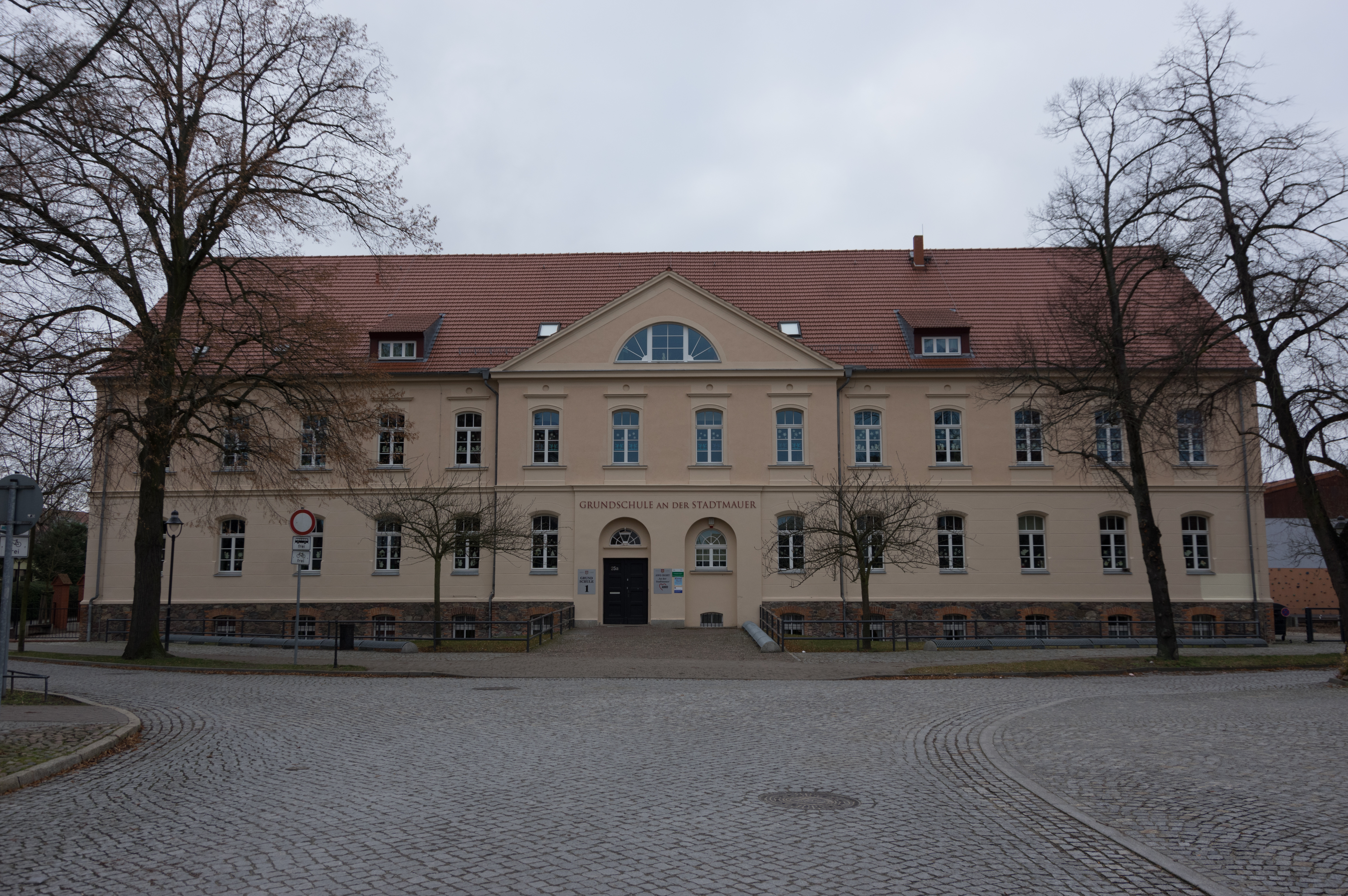
Grundschule an der Stadtmauer

- Kita AWO-Hort in der Grundschule an der Stadtmauer
- Kita Spreespatzen
- Fontane-Grundschule
- Grundschule an der Stadtmauer
- Albert-Schweitzer-Oberschule
- Rouanet-Gymnasium
- Volkshochschule
- Stiftung SPI, Jugend-Team Beeskow[30]
- Sitz des Niederlausitzer Studieninstituts für kommunale Verwaltung

### Sport
Größter Sportverein der Stadt ist der SV Preußen 90 Beeskow mit den Abteilungen Fußball, Volleyball, Tischtennis, Tennis, Gymnastik, Badminton, Taekwondo, Drachenboot und Boxen (Stand 2017).
Der Verein Leichtathletik in Beeskow richtet diverse Sportveranstaltungen aus, so den Neujahrslauf, den Beeskower Altstadtlauf (2012 erstmals ausgetragen), das Beeskower Bahngehen und die Kinderolympiade.
Im Sport- und Freizeitzentrum am Bertholdplatz gibt es mehrere Fußballplätze, eine 400-Meter-Rundbahn mit Tartanbelag, einen Wurfplatz, zwei Sporthallen (wovon eine rund 200 Zuschauern Platz bietet) sowie Tennis- und Beachvolleyballplätze. Außerdem besteht die Möglichkeit zum Kegeln und Bowlen.

## Militär
Im Ortsteil Schneeberg befindet sich das Munitionsversorgungszentrum Ost, das Munitionslager Schneeberg der Bundeswehr sowie die Bundeswehrfeuerwehr Schneeberg. Am 23. April 1991 entstand das Luftwaffenmunitionsdepot 51 Schneeberg, das zum 1. April 2004 in Munitionsdepot Schneeberg umbenannt und zum 1. Oktober 2015 in das heutige Munitionsversorgungszentrum Ost und das Munitionslager Schneeberg aufgeteilt wurde. Die Nationale Volksarmee betrieb hier das Munitionslager 14 der Luftstreitkräfte.

## Persönlichkeiten

### Söhne und Töchter der Stadt
- Gebhard XXV. von Alvensleben (1618–1681), Staatsmann und Historiker
- Gotthilf Treuer (1632–1711), Dichter
- Gottlieb Treuer (1657–1729), evangelischer Theologe
- Franz Ludwig Steinmeyer (1811–1900), evangelischer Pfarrer und Professor der Theologie
- Ferdinand Friedensburg (1824–1891), Oberbürgermeister von Breslau
- Carl Suck (1833–1891), Fotograf
- Hugo Zeye (1852–1909), Vizeadmiral der Kaiserlichen Marine
- Otto Hoffmann (1853–1909), Botaniker[32]
- Max Seiffert (1868–1948), Musikwissenschaftler, Herausgeber alter Musik
- Hans Sohnle (1895–1976), Filmarchitekt
- Hans Oelze (1896–1963), Polizeibeamter, Oberst im Zweiten Weltkrieg
- Walter Abraham (1896–1963), Polizeigeneral, Generalmajor der Polizei und SS-Brigadeführer im Zweiten Weltkrieg
- Wolfgang Vorwald (1898–1977), Generalleutnant der Luftwaffe im Zweiten Weltkrieg
- Pem, eigentlich Paul Marcus (1901–1972), Journalist und Schriftsteller
- Christoph Aschmoneit (1901–1984), U-Bootbauer
- Eberhard Storch (1905–1978), Komponist und Textdichter
- Elisabeth Specht (1912–2002), Pfarrerin
- Eberhard Freiherr von Medem (1913–1993), Verwaltungsjurist
- Gerhard Finke (1917–2020), Maler, Grafiker und Bildhauer
- Wolf-Dieter Marsch (1928–1972), evangelischer Theologe
- Udo Zylla (1929–2018), Politiker (NDPD), Mitglied der Volkskammer der DDR
- Ilse Seemann (1934–2021), Schauspielerin, Hörfunkmoderatorin und Autorin
- Renate Marsch-Potocka (* 1935), Journalistin und dpa-Korrespondentin
- Hans Günter Wolf (1935–2020), Fallschirmspringer
- Otto Holzapfel (* 1941), Volkskundler und Liedforscher
- Hartmut Böhme (* 1944), Kultur- und Literaturwissenschaftler
- Joachim Mattern (* 1948), Kanurennsportler
- Frank Bartz (* 1965), Fußballspieler
- Jörg Bartz (* 1965), Fußballspieler
- Dietmar Schultke (* 1967), Autor
- Judith Zeidler (* 1968), Ruderin, Olympiasiegerin 1988 im Achter
- Jana Thieme (* 1970), Ruderin, Olympiasiegerin, sechsfache Weltmeisterin
- Frank Steffen (* 1971), Politiker
- Ronny Ostwald (* 1974), Leichtathlet
- Sabine Rennefanz (* 1974), Journalistin und Autorin

### Mit Beeskow verbundene Persönlichkeiten
- Jean Pierre Barthélemy Rouanet (1747–1837), ab 1781 Senator und später Stadtkämmerer von Beeskow, in Beeskow gestorben. Seine Tochter Therese Rouanet (1790–1867) war die Mutter von Emilie Rouanet-Kummer, der Gattin von Theodor Fontane.
- Michail Tuchatschewski (1893–1937), Kriegsgefangener in Beeskow während des 1. Weltkrieges.
- Rolf Lindemann (* 1957), Politiker (SPD), Landrat des Landkreises Oder-Spree, lebt in Beeskow
- Matthias Alward (* 1958), Kirchenmusiker in Beeskow seit 1981, lebt in Beeskow
- Uwe Reipert (* 1960), Grafiker und Heraldiker, lebt in Beeskow
- Christian Klandt (* 1978), Regisseur und Drehbuchautor, in Beeskow aufgewachsen